# Nucleolites
Nucleolites is een geslacht van uitgestorven zee-egels uit de familie Nucleolitidae. Vertegenwoordigers van dit geslacht zijn slechts als fossiel bekend.

## Soorten
- Nucleolites bakalovi Gocev, 1933 †
- Nucleolites scutatus Lamarck, 1816 †
- Nucleolites simpaticus Sánchez Roig, 1952 †
- Nucleolites tornacensis Smiser, 1935 †
- Nucleolites wilderae Ikins, 1940 †